# فرودگاه براگانسا پائولیستا
فرودگاه براگانسا پائولیستا (به انگلیسی: Bragança Paulista Airport) (به زبان بومی: Aeroporto Estadual Arthur Siqueira) یک فرودگاه همگانی مسافربری با کد یاتا BJP است که یک باند فرود آسفالت دارد و طول باند آن ۱۲۰۰ متر است. این فرودگاه در کشور برزیل قرار دارد و در ارتفاع ۸۸۰ متری از سطح دریا واقع شده‌است.